# Kościół Niepokalanego Poczęcia Najświętszej Maryi Panny w Żurrieq
Kościół Niepokalanego Poczęcia (malt. Il-Knisja tal-Immakulata Kunċizzjoni, ang. Church of the Immaculate Conception) – rzymskokatolicki kościół położony w miejscowości Żurrieq na Malcie, służący mieszkańcom terenu znanego jako in-Nigret.

## Historia

### Stara kaplica
Na miejscu dzisiejszego kościoła stała kaplica pod wezwaniem Wniebowzięcia Matki Bożej, znana jako „l-Assunta tax-Xagħra”. Papieski wysłannik Pietro Dusina w swoim raporcie z 1575 napisał, że kaplica była w dobrym stanie, miała ołtarz, drewniane drzwi i podłogę. W 1594 zmienione zostało wezwanie kaplicy na Zwiastowanie Pańskie. Wizyty duszpasterskie biskupów Gargallo (1579, 1608), Cagliaresa (1615, 1618) oraz Balaguera (1637) znajdowały kaplicę w dobrym stanie. W 1654 była już jednak zniszczona, co doprowadziło do jej zamknięcia i dekonsekracji 24 listopada 1658 przez biskupa Balaguera.

### Dzisiejsza świątynia
Kościół, który widzimy dzisiaj, oraz przylegający do niego pałac, powstały w 1715 na zamówienie Fra Giacomo Togoresa y Valemuola, kasztelana d'Emposta, rycerza języka Aragonii zakonu św. Jana. Nowy kościół został konsekrowany w 1739 przez proboszcza parafii Żurrieq Carmelo Delicatę, i poświęcony Niepokalanemu Poczęciu Maryi.
Z relacji po wizycie duszpasterskiej biskupa Vincenzo Labiniego w 1787 wiemy, że kościół był dobrze utrzymany i wyposażony. W 1819 część pałacowego parku została przyłączona do kościoła. W latach 1881–1883 pałac i kościół były domem dla grupy mnichów benedyktyńskich z Włoch. Od 1935 kompleks służy zgromadzeniu zakonnemu Córek Najświętszego Serca (ang. Daughters of the Sacred Heart), które prowadzą tam dom dla sierot. Ta świątynia maryjna była wysoko ceniona i czczona szczególnie przez kobiety w ciąży.

## Architektura
W raporcie wizyty pastoralnej biskupa Alphérana de Bussan z 1747, a więc około 32 lata po wybudowaniu istniejącego kościoła, znajduje się jego opis, bardzo zbliżony do tego, co widzimy dzisiaj.

### Fasada
Kościół jest podwyższony od poziomu ulicy dwoma stopniami. Posiada dwa wejścia: główne na fasadzie, oraz boczne na południowej (prawej) ścianie.

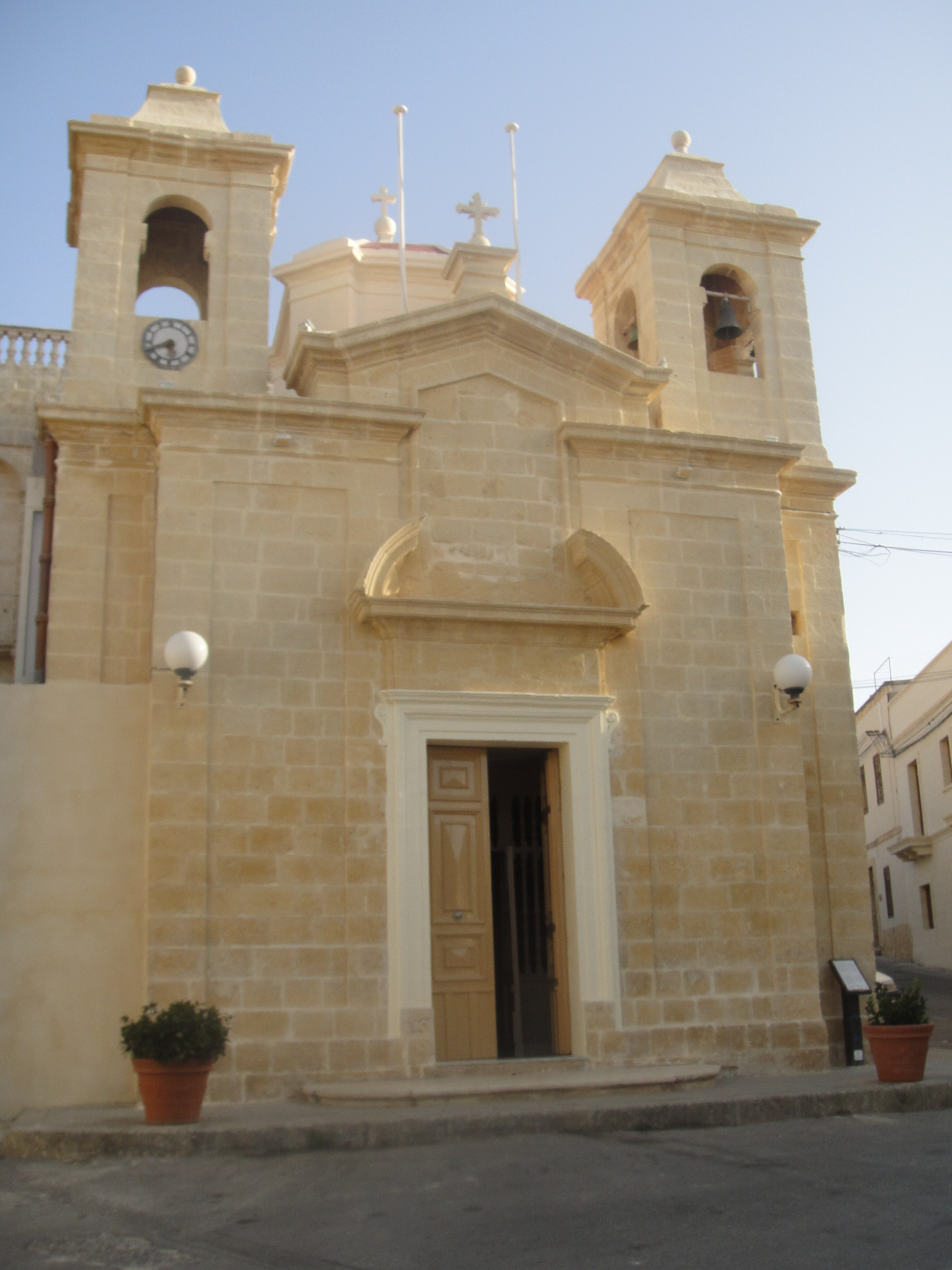
Fasada kościoła

 Prosta fasada ma dwa prostokątne pola po obu stronach wejścia. W centralnym panelu, nad drzwiami, mniejsze pole w podobnym stylu, lekko wystające ponad boczne panele. Środkowy panel zakończony jest dwuspadowym gzymsem z krzyżem na szczycie. Oba końce fasady są lekko cofnięte, co sprawia wrażenie, że budowla jest węższa. Główna brama otoczona jest prostymi gzymsami, nad nią prosta entablatura, pod której końcami są dwie niewielkie dekoracyjne esownice. Powyżej znajduje się półkolisty łamany naczółek.

### Dzwonnice i dach
Na obu stronach fasady stoją proporcjonalnej wielkości dzwonnice. Po raz pierwszy tego typu wieże pojawiły się na katedrze św. Jana w Valletcie, zaprojektowanej przez Girolamo Cassara, później rozpropagował je Lorenzo Gafà. Obie wieże są tego samego kształtu, o czterech narożnych kolumnach, przykrytych kamiennym baldachimem. Na lewej wieży umieszczony jest niewielki zegar, na prawej zaś znajdują się nieduże dzwonki. Dach kościoła otoczony jest parapetem, wzdłuż którego biegnie balustrada. Centralnie umieszczona jest wysoka latarnia z kamiennym krzyżem na szczycie.

## Wnętrze
Wnętrze kościoła podzielone jest na dwie części: nawę i prezbiterium.

### Nawa
Nawa ma zaokrąglone narożniki, biskup Alpheran de Bussan, wizytując kościół w 1747, opisał jej kształt jako „owalny”. Na suficie cztery żebra prowadzą od jej narożników do rogów latarni w centrum sklepienia. Podstawa latarni powiela plan architektoniczny kościoła. Cztery okna w niej umieszczone doświetlają wnętrze. Nad bocznymi drzwiami również znajduje się okno, dające światło. Podobne było nad drzwiami po przeciwnej stronie, lecz zostało zamurowane. Wewnątrz, zaraz za głównym wejściem, zbudowany jest drewniany przedsionek, z którego wierni wciąż mogą adorować Najświętszy Sakrament, kiedy kościół jest zamknięty. Na konstrukcji kruchty wspiera się niewielki balkon. Galeria ta mogła służyć chórowi, lub jako uprzywilejowane miejsce dla właściciela pałacu.

### Prezbiterium
Niewielkie dwie ściany oddzielają nawę od prezbiterium. W ich narożnikach znajdują się dwie nisze. Mieszczą one figury: św. Józefa z Dzieciątkiem Jezus oraz Matki Bożej z Lourdes. Samo prezbiterium znajduje się o stopień wyżej, niż reszta kościoła. Ołtarz, cofnięty do ściany, podwyższony jest na dwóch stopniach. Wykonany jest z kamienia, pomalowany zaś w imitację marmuru. Na podwyższeniu, między zabytkowym ołtarzem a nawą, stoi współczesny drewniany ołtarz, przy którym odprawiane są msze święte. Po obu stronach ołtarza znajdują się drzwi, łączące kościół z pałacem.

## Dzieła sztuki
W kościele znajduje się kilka wartych wspomnienia dzieł. Są to:
- obraz tytularny. kappellimaltin.com. [zarchiwizowane z tego adresu (2018-11-23)]. w ołtarzu głównym - przedstawia Niepokalane Poczęcie w towarzystwie świętych Jakuba, Wawrzyńca i Leonarda. Obraz nosi wpływ baroku neapolitańskiego, i wydaje się pochodzić z kręgów Gan Nikol Buhagiara;
- obraz przedstawiający św. Benedykta - znajduje się na zachodniej ścianie. Święty przedstawiony jest w czarnym habicie benedyktyńskim, w tle widać klasztor Monte Cassino;
- obraz Madonny. kappellimaltin.com. [zarchiwizowane z tego adresu (2018-11-23)]., prawdopodobnie część obrazu ex-voto w stylu rzymskiego baroku;
- obraz twarzy Chrystusa, prawdopodobnie z XIX wieku;
- Droga krzyżowa - obrazy wykonane techniką chromolitografii pod koniec XIX lub początkiem XX wieku.

## Kościół dzisiaj
Dziś w kościele odprawiane są regularnie msze święte. Opiekunem świątyni jest proboszcz kościoła parafialnego w Żurrieq.

## Ochrona dziedzictwa kulturowego
Budynek kaplicy umieszczony jest na liście National Inventory of the Cultural Property of the Maltese Islands pod nr. 01305.